# Língua crenaque
A  língua crenaque (também grafado krenak ou krenák) ou borun (mburuŋ ‘gente’) é um idioma pertencente à família linguística botocuda, proveniente do tronco macro-jê. 
O Censo demográfico do Brasil de 2010 identificou 238 pessoas que falavam a língua krenák.
No mesmo ano, o Atlas das línguas do mundo em perigo classificou a língua em situação crítica de perigo, em termos de risco de extinção.

## Distribuição geográfica
Historicamente, os índios crenaque habitavam os vales dos rios Jequitinhonha, Mucuri e Doce, nos estados de Minas Gerais e Espírito Santo. A partir do século XIX, com as disputas agrícolas e principalmente, no século XX, por causa da mineração, os crenaques se dispersaram por várias partes do Brasil, chegando aos estados de Mato Grosso, Goiás e São Paulo.
Atualmente, a língua crenaque é falada principalmente em Minas Gerais, na Aldeia Crenaque localizada no município de Resplendor.

## Situação linguística
De acordo com Silva (1986), não há mais falantes monolíngues do crenaque. Os indígenas que ainda utilizam o idioma o fazem em paralelo ao uso do português, em diferentes graus de fluência.
A língua crenaque foi classificada pelo Atlas das línguas do mundo em perigo, publicado pela UNESCO como situação crítica de perigo, em termos de risco de extinção.
Em 2018, Pedro Ternes Frassetto publicou o Vocabulário Unificado Português-Krenak (Botocudo), Krenak-Português do século XIX contendo uma compilação e unificação de três vocabulários da “língua Botocudo” registrados entre os anos de 1816 e 1899 por diferentes autores: Maximilian Wied-Neuwied, Charles Frederick Hartt, Claro Monteiro do Amaral. O vocabulário foi dedicado ao povo Krenak.

## Classificação
O borun é uma língua macro-jê.

## Fonologia
A fonologia da língua Crenaque foi determinada por uma série de estudos. Mais recentemente, Katia Nepomuceno Pessoa estudou a língua, sua fonologia e expressões culturais, em uma dissertação de PhD para a Universidade Estadual de Campinas, em 2012.
|             | Anterior | Central | Posterior |
| ----------- | -------- | ------- | --------- |
| Fechada     | i ĩ      | ɨ       | u ũ       |
| Semifechada |          |         | o         |
| Média       |          | ə       |           |
| Semiaberta  | ɛ ɛ̃      |         | ɔ ɔ̃       |
| Aberta      |          | a ã     |           |

|                  | Bilabial | Alveolar | Palatal* | Velar | Glotal |
| ---------------- | -------- | -------- | -------- | ----- | ------ |
| Oclusiva         | p b      | t d      | tʃ dʒ    | k g   | ʔ      |
| Fricativa        |          | ʒ        |          |       | h      |
| Nasal            | m̥ m      | n̥ n      | ɲ̥ ɲ      | ŋ̥ ŋ   |        |
| Aproximante      | w        |          | j        | (w)   |        |
| Vibrante simples |          | ɾ        |          |       |        |

- A coluna "Palatal" inclui tanto sons verdadeiramente palatais, quanto sons palato-  alveolares.
- A Aproximante labiovelar [w] é representada em duas colunas, pois possui dois pontos de articulação.